# Yokohama Shopping Blog
Yokohama Shopping Blog (ヨコハマ買い出し紀行?, Yokohama kaidashi kikō) è un seinen manga scritto e disegnato da Hitoshi Ashinano e pubblicato con cadenza mensile sulla rivista Afternoon di Kōdansha dal 25 ottobre 1994 al 25 febbraio 2006. Sono stati pubblicati 141 capitoli raccolti in 14 volumi sotto l'etichetta Afternoon KC tra il 23 agosto 1995 e il 23 maggio 2006; la serie è stato tradotto in Corea da Haksan Publishing e in Taiwan da Tong Li Publishing. In Italia viene pubblicato da Goen a partire dal 27 gennaio 2023. Dal manga sono state tratte due serie di OAV composte di due episodi l'una: la prima serie distribuita nel 1998 mentre la seconda tra il 2002 ed il 2003. Il manga segue le avventure della robot Alfa Hatsuseno che vive spensieratamente la sua vita in un mondo post-apocalittico dove l'umanità si avvia verso il declino.

## Trama

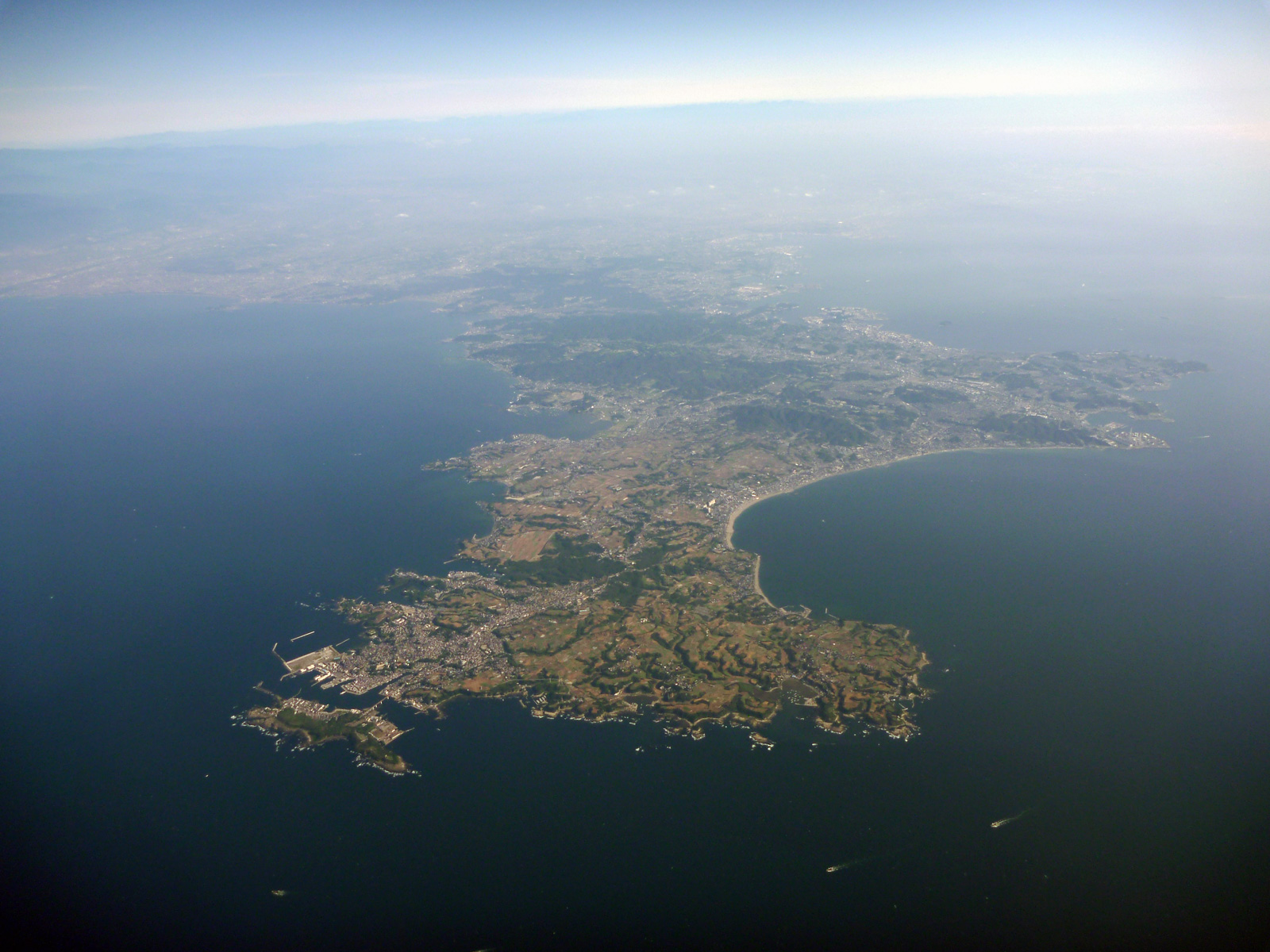
Penisola di Miura, principale ambientazione della serie.

Il genere umano è sulla via del declino a causa di un disastro ambientale che ha causato un innalzamento costante ed inarrestabile del livello del mare, il quale ha portato alla progressiva cancellazione delle città costiere. La popolazione umana, ridotta di numero, ha così dovuto limitare il proprio tenore di vita, ritirandosi in piccole comunità spesso molto distanti tra loro. Alpha Hatsuseno è una robot umanoide che gestisce una caffetteria piuttosto isolata vicino alla costa nella penisola di Miura, in Giappone. È aperta, allegra, esuberante e talvolta un po' ingenua, e trascorre le sue giornate in maniera spensierata, servendo i clienti che arrivano al café oppure andando in giro sul suo scooter.

## Personaggi

Alfa e Kokone al Café Alpha

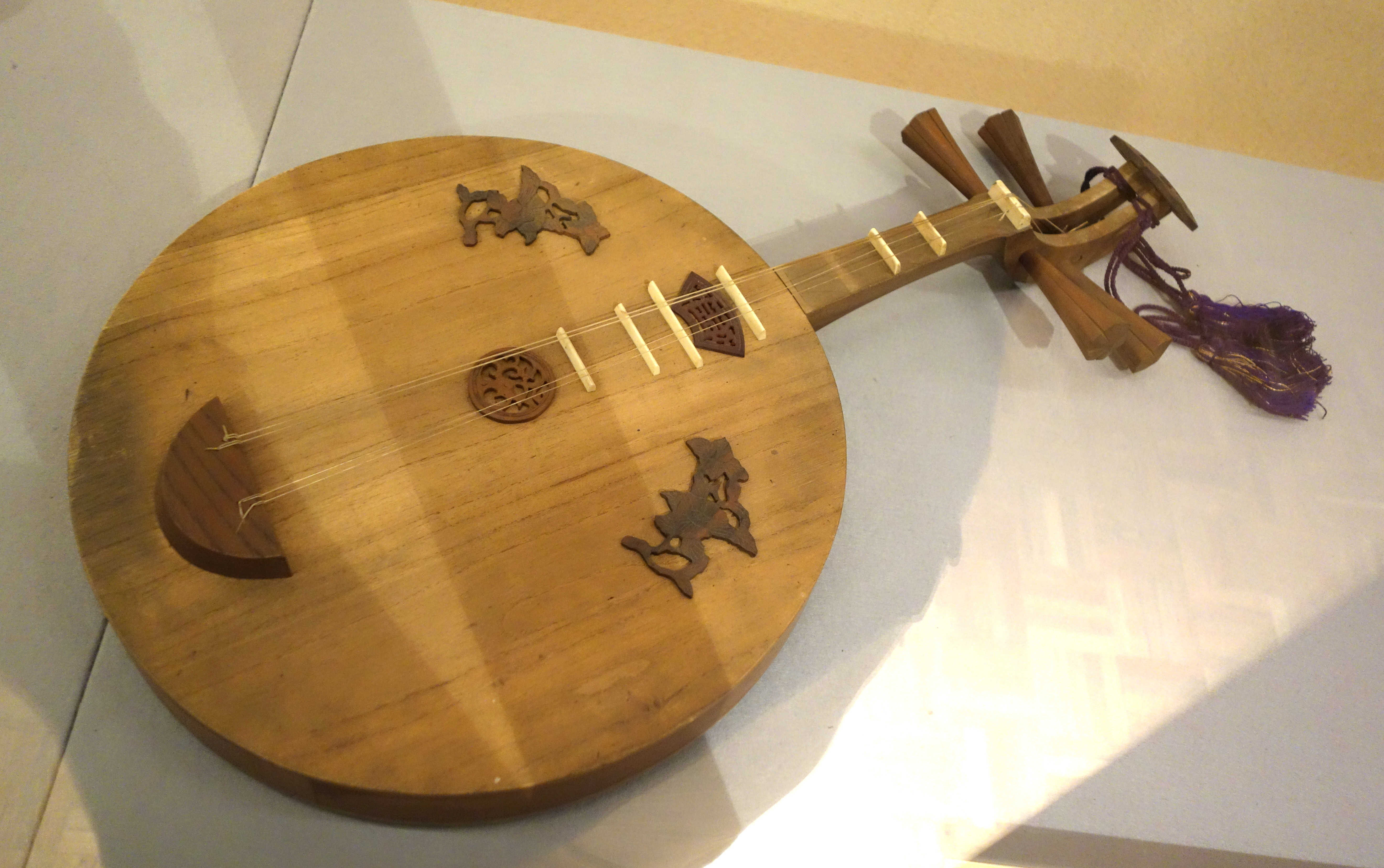
Un gekkin, il liuto suonato da Alfa

- Alfa Hatsuseno (初瀬野 アルファ?, Hatsuseno Arufa): è una robot umanoide di tipo A7M2 che gestisce un piccolo café situato nella penisola di Miura, attività lasciatale in gestione dal suo capo, partito anni prima per un viaggio. È indistinguibile da un normale essere umano tranne che per il colore verde dei capelli. È allegra e spensierata ed ha l'abitudine di sedersi con i suoi clienti e conversare con loro per migliorare la propria capacità di relazionarsi con le persone. Non è capace di assimilare i prodotti derivati da animali come il latte. Ha un scooter a cui è molto affezionata ed un liuto che solitamente suona quando è da sola.

- Kokone Takatsu (鷹津 ココネ?, Takatsu Kokone): è una robot umanoide di tipo A7M3 ed è il primo robot incontrato da Alfa. Lavora come corriere per una società di Musashino ed è curiosa riguardo alla genesi e alla storia dei robot. È capace di assimilare le proteine animali, è dolce e spesso viene scambiata per un'umana.
- Nonno (おじさん?, Ojisan): è il proprietario di una stazione di carburante sita nella penisola di Miura ed è uno dei clienti affezionati del Café Alpha. È il nonno di Takahiro e fin da giovane è amico della Sensei.
- Takahiro (タカヒロ?): è il nipote di Nonno e vive con i nonni, i quali gli insegnano a leggere e a scrivere. Incontra Alfa all'età di nove anni, finendo per affezionarsi a lei sempre di più col passare del tempo. È affascinato da tutto ciò che riguarda i motori, ed una volta compiuti 15 anni, inizia a lavorare prima alla stazione di carburante insieme al nonno, ed infine insieme a Nai, lasciando così la penisola di Miura e spostandosi a Hamamatsu. Avrà in seguito un figlio da Makki.
- Matsuki (真月?): chiamata anche Makki, è una bambina più piccola di Takahiro, a cui è molto affezionata. È inizialmente gelosa di Alfa a causa del rapporto tra lei e Takahiro, finendo però in seguito per diventare sua amica. Lavora per un breve periodo al Café Alpha per poi trasferirsi ad Hamamatsu da Takahiro.
- Dottoressa (せんせい?): si occupa di trattamenti medici sia per umani che per robot, salvando Alfa dopo che questa viene colpita da un fulmine. Ha avuto a che fare con la creazione dei robot di tipo A7. In giapponese viene sempre chiamata Sensei, nonostante il suo cognome sia Koumi'ishi (子海石?). Da giovane era solita viaggiare su di una moto, insieme a Nonno, e su di un hovercraft.
- Nai (ナイ?): è un robot umanoide di un modello sconosciuto ed è uno dei pochissimi robot maschi esistenti. È sempre calmo e compassato e lavora come corriere in un aeroporto insieme alla madre, guidando un T-6 Texan.

## Media

### Manga
Un primo capitolo del manga venne pubblicato sulla rivista Afternoon di Kōdansha il 25 febbraio 1994, seguito da un secondo il 25 luglio dello stesso anno; a partire dal 25 ottobre 1994 il manga è stato serializzato regolarmente sulla stessa rivista fino al 25 febbraio 2006, per un totale di 141 capitoli raccolti in 14 volumi tankōbon. Successivamente alla conclusione, nel luglio del 2006, nuovamente su Afternoon, fu pubblicato un capitolo speciale di 6 pagine. In seguito la serie ha avuto una nuova riedizione in 10 volumi venduti tra il 23 ottobre 2009 ed il 7 luglio 2010, col decimo volume che ha visto l'inclusione del capitolo speciale.
Il manga è stato tradotto in coreano da Haksan Publishing che ha pubblicato il manga tra il 22 gennaio 1997 ed il 19 luglio 2006, mentre Tong Li Publishing ha tradotto la serie in cinese per il Taiwan e venduto i 14 volumi tra il 13 settembre 1999 ed il 18 dicembre 2006.
In Italia la serie è stata annunciata durante il Lucca Comics & Games 2022 da RW Edizioni che la pubblica sotto l'etichetta Goen a partire dal 27 gennaio 2023.
| Nº | Data di prima pubblicazione | Data di prima pubblicazione | Data di prima pubblicazione | Data di prima pubblicazione |
| Nº | Giapponese                  | Giapponese                  | Italiano                    | Italiano                    |
| -- | --------------------------- | --------------------------- | --------------------------- | --------------------------- |
| 1  | 23 agosto 1995              | ISBN 4-06-321050-2          | 27 gennaio 2023             | ISBN 978-88-9284-690-6      |
| 2  | 23 febbraio 1996            | ISBN 4-06-321055-3          | 24 febbraio 2023            | ISBN 978-88-9284-730-9      |
| 3  | 23 luglio 1996              | ISBN 4-06-321061-8          | 31 marzo 2023               | ISBN 978-88-9284-732-3      |
| 4  | 21 marzo 1997               | ISBN 4-06-321066-9          | —                           | ISBN 978-88-9284-734-7      |
| 5  | 23 febbraio 1998            | ISBN 4-06-321081-2          | —                           | ISBN 978-88-9284-736-1      |
| 6  | 22 febbraio 1999            | ISBN 4-06-321095-2          | —                           | ISBN 978-88-9284-770-5      |
| 7  | 23 febbraio 2000            | ISBN 4-06-321110-X          | —                           | —                           |
| 8  | 22 febbraio 2001            | ISBN 4-06-321120-7          | —                           | —                           |
| 9  | 22 marzo 2002               | ISBN 4-06-321134-7          | —                           | —                           |
| 10 | 20 marzo 2003               | ISBN 4-06-321147-9          | —                           | —                           |
| 11 | 23 marzo 2004               | ISBN 4-06-321159-2          | —                           | —                           |
| 12 | 22 novembre 2004            | ISBN 4-06-321165-7          | —                           | —                           |
| 13 | 22 luglio 2005              | ISBN 4-06-321171-1          | —                           | —                           |
| 14 | 23 maggio 2006              | ISBN 4-06-321176-2          | —                           | —                           |

### OAV
Una prima serie di OAV fu pubblicata in due VHS il 21 maggio e il 2 dicembre 1998, poi ripubblicati in un unico DVD il 19 luglio 2000 ed in un DVD in edizione limitata il 10 luglio 2002. Gli episodi hanno adattato le storie dei primi 3 volumi con una sigla d'apertura intitolata "Café Alpha" ed una sigla di chiusura intitolata "Heiten Jikan", entrambe interpretate da GONTITI. La regia è stata affidata a Takashi Anno ed è stata prodotta da Aniplex e Ajia-do Animation Works mentre Hekiru Shiina è stata la doppiatrice di Alfa Hatsuseno.
Una seconda serie di OAV fu pubblicata nuovamente in VHS e DVD il 18 dicembre 2002 ed il 5 marzo 2003, adattando alcune storie tratte dai volumi 7, 8 e 9 del manga. La regia è stata affidata a Tomomi Mochizuki mentre Alfa Hatsuseno è stata nuovamente doppiata da Hekiru Shiina, la quale ha anche interpretato la sigla di chiusura "Fuwafura".

### Altri media
Dal manga sono stati adattati i primi volumi del manga in tre drama CD, di cui i primi due sono stati venduti rispettivamente nel febbraio 1996 e nel marzo 1997; i tre CD sono stati poi riproposti in una nuova edizione nel 2002. Inoltre, nel luglio 1998, è stato pubblicato un CD musicale contenente 14 tracce di musiche provenienti dalla prima serie OAV.
Il 24 settembre 1997 è stato pubblicato un postcard book contenente alcune illustrazioni del manga mentre il 20 marzo 2003 è stato pubblicato un artbook. Inoltre sono stati commercializzati diversi calendari con illustrazioni provenienti dalla serie tra il 1999 e il 2005. Dopo la conclusione del manga, è stato inoltre scritto un romanzo da Teriha Katsuki e illustrato da Hitoshi Ashinano il 23 ottobre 2008 con una storia inedita ambientata dopo la fine della serie intitolata Yokohama Kaidashi Kikō Novel: Seeing, Walking, Being Glad (小説 ヨコハマ買い出し紀行―見て、歩き、よろこぶ者?).

## Accoglienza
Il manga ha vinto il premio Seiun nel 2007 per il miglior manga dell'anno. Sul sito MyAnimeList, il manga è complessivamente valutato con un voto medio di 8,70, mentre le due serie di OAV sono valutate rispettivamente con un voto medio di 7,41 e 7,42. Del manga viene esaltato il particolare ritmo narrativo che consente all'autore di mantenere fresca l'opera per tutta la sua durata senza cadere nel ripetitivo, mostrando sia capitoli muti, sia capitoli con monologhi sia capitoli con molto testo, riuscendo a portare, al termine della lettura, il lettore in uno stato di tranquillità. Nella serie animata sono stati particolarmente apprezzati i paesaggi naturali ricchi di dettagli e le musiche della prima serie, mentre queste ultime nella seconda serie, tendenti più all'orchestrale, rovinano alcune atmosfere. Inoltre viene enfatizzato come non ci sia una particolare profondità nella storia o scene d'azione spettacolari ma solo un tranquillo e nostalgico scorrere del tempo.